# (9562) Memling
(9562) Memling (1987 RG) – planetoida z pasa głównego asteroid okrążająca Słońce w ciągu 5,44 lat w średniej odległości 3,09 j.a. Odkryta 1 września 1987 roku.